# Tutto accadde un venerdì
Tutto accadde un venerdì (Freaky Friday) è una commedia per famiglie della Disney, con Barbara Harris, Jodie Foster e John Astin.
Il film, basato sul romanzo per ragazzi A ciascuno il suo corpo di Mary Rodgers, ha avuto altri tre remake: un film TV nel 1995, un nuovo film cinematografico nel 2003, Quel pazzo venerdì con Jamie Lee Curtis e Lindsay Lohan, e una versione musical per Disney Channel con Cozi Zuehlsdorff e Heidi Blickenstaff nel 2018.

## Trama
Annabel è un'adolescente in costante conflitto con la madre Ellen a causa delle incomprensioni reciproche sulle loro difficoltà quotidiane. Una mattina di venerdì 13, in seguito a un altro litigio, le due esprimono senza saperlo all'unisono il desiderio di "scambiarsi di posto per un giorno"; magicamente, le loro menti si scambiano di corpi. Nonostante l'iniziale shock per l'accaduto, decidono di tentare di vivere l'una la giornata dell'altra.
Annabel vorrebbe divertirsi a casa, ma deve occuparsi di tutte le faccende domestiche e litiga con la domestica. Ne approfitta per tentare di conquistare Tony, un giovane vicino per cui ha una cotta e si avvicina al fratello minore Ben, realizzando l'ammirazione che nutre nei suoi confronti e che lo ha sempre giudicato male.
Nel frattempo, Ellen cerca di portare avanti una giornata scolastica ma combina diversi disastri e viene presa di mira dai compagni dopo che a storia ha fatto un'esposizione accurata della guerra di Corea, avendola vissuta in prima persona. Dopo aver fatto perdere la sua squadra di hockey sul prato, Ellen va a trovare il marito Bill e si ingelosisce per la sua giovane e attraente segretaria, arrivando a intimidirla. Tuttavia, si pente quando scopre da Bill che l'aspetto immorale della donna deriva da problemi personali che ha a casa e non da un tentativo di sedurre il marito.
Annabel dovrebbe partecipare a uno spettacolo di scii d'acqua organizzato da Bill come parte di un progetto lavorativo ed Ellen, nei panni della figlia, è costretta a eseguirlo pur non conoscendo tale sport. Al contempo, Annabel, pur non sapendo guidare, deve mettersi al volante di un'auto con Tony e Ben. Madre e figlia esprimono il desiderio che tutto torni come prima e ciò accade, sebbene, stavolta, a scambiarsi sono i corpi. La pessima esibizione di Ellen negli scii acqua diverte gli acquirenti di Bill, che riscuote successo.
Annabel e Ellen ora hanno compreso le difficoltà quotidiane reciproche e si perdonano a vicenda. Annabel inizia a frequentare Boris e tratta più affettuosamente Ben. Tuttavia, una sera, Ben e Bill litigano in modo simile a quanto fatto da Ellen e Annabel a inizio film ed esprimono il desiderio di scambiarsi di posto; ciò presumibilmente si avvera, con grande disappunto di madre e figlia.

## Riconoscimenti
Barbara Harris e Jodie Foster sono state candidate al Golden Globe come miglior attrice protagonista in un film musicale o commedia per la loro interpretazione in questo film: la Harris ha avuto due nomination nella stessa edizione e nella stessa categoria per il film Complotto di famiglia di Alfred Hitchcock.
Il film ha ricevuto una candidatura anche per la miglior canzone originale, I'd Like to Be You for a Day di Joel Hirschhorn e Al Kasha, incisa da Daniela Goggi col titolo Vorrei esser te per un po', col testo italiano di Carla Vistarini, e sigla della serie trasmessa dalla Rai nel 1979.